# 김은배 (육상 선수)
김은배(金恩培, 1907년 ~ 1980년 3월 6일)는 일제강점기의 육상 선수이었고, 대한민국의 체육인이다. 1932년 하계 올림픽 육상 남자 마라톤에 출전하여 2시간 37분 28초로 6위를 기록하였다. 1952년 하계 올림픽에서는 대한민국 육상 선수단의 감독으로 활동했다.
1932년 올림픽에 출전할 당시 일본식 이름은 '긴 온바이'였다.

## 1932년 하계 올림픽 일장기 말소사건
1932년 하계 올림픽 육상 남자 마라톤에서 6위에 입상한 소식을 보도한 동아일보에서 일장기를 지운 최초 일장기 말소사건이 일어났다.